# Jan Hudec
Jan Hudec (Šumperk, Checoslovaquia, 19 de agosto de 1981) es un deportista canadiense de origen checo que compitió en esquí alpino.
Participó en tres Juegos Olímpicos de Invierno, entre los años 2010 y 2018, obteniendo una medalla de bronce en Sochi 2014, en la prueba de supergigante.
Ganó una medalla de plata en el Campeonato Mundial de Esquí Alpino de 2007, en la prueba de eslalon. En la Copa del Mundo consiguió dos victorias y cinco podios en total.

## Palmarés internacional
| Juegos Olímpicos   | Juegos Olímpicos | Juegos Olímpicos  | Juegos Olímpicos |
| Año                | Lugar            | Medalla           | Prueba           |
| ------------------ | ---------------- | ----------------- | ---------------- |
| 2014               | Sochi (Rusia)    | Medalla de bronce | Supergigante     |
| Campeonato Mundial |                  |                   |                  |
| Año                | Lugar            | Medalla           | Prueba           |
| 2007               | Åre (Suecia)     | Medalla de plata  | Descenso         |